# Manoel dos Santos
Manoel dos Santos Júnior, também conhecido como Maneco (Guararapes, 22 de fevereiro de 1939) é um nadador brasileiro. Foi o segundo brasileiro a conseguir uma medalha olímpica no esporte.
Após a aposentadoria da natação, e motivado pelos negócios da família, entrou para o ramo madeireiro, nele ficando até 1984, quando resolveu retomar seu caminho inicial e montar uma academia de natação. Hoje possui duas unidades na cidade de São Paulo, uma delas idealizada e construída apenas para crianças.

## Trajetória esportiva
Manoel começou a praticar natação quando foi morar com a família na cidade de Rio Claro. Considerado uma criança franzina, seus pais o colocaram na natação para ter um desenvolvimento melhor; em pouco tempo passou a fazer parte da equipe de natação do Ginásio Koelle e, aos 13 anos, já competia pelo colégio, sob a orientação do técnico Bruno Bucki.
Aos 15 anos participou dos Jogos Pan-Americanos de 1955, na cidade do México. Por dois décimos de segundos, não foi aos Jogos Olímpicos de Verão de 1956 em Melbourne.
O inverno rigoroso e a falta de piscinas aquecidas no interior levaram-no a se transferir para o Clube Internacional de Regatas, em Santos, onde treinou sob a orientação do técnico Adalberto Mariano e, depois, passou a treinar com Minoru Hirano, treinador da equipe japonesa, quando de sua passagem pelo Brasil; essa proximidade permitiu ao jovem Manoel acumular conhecimentos sobre treinamento e preparação daqueles que foram os melhores nadadores do mundo.
Na viagem que estava fazendo para competir nos Jogos Olímpicos de Roma-1960, parou em Portugal para competir nos Jogos Luso-Brasileiros. Apesar de ter vencido a prova de 100m livre, Maneco adquiriu uma Infecção na garganta (a água da piscina em que competiu estava a 13 graus), o que acabou lhe prejudicando na prova em que competiu na Olimpíada, dias depois.
Nadou a prova dos 100 metros nado livre nos Jogos Olímpicos de Verão de 1960 em Roma e, mesmo liderando nos primeiros metros, cometeu um erro na virada, porém conquistou a medalha de bronze. Um ano depois, em 21 de setembro de 1961, no Rio de Janeiro, nadando sozinho na piscina do Clube de Regatas Guanabara, estabeleceu um novo recorde mundial para os 100 metros livre, com o tempo de 53s6. Depois disso, considerou cumprido seu objetivo na natação. Encerrou sua carreira como atleta aos 21 anos.
Manoel também foi recordista sul-americano dos 100 metros livre por onze anos, entre 1958 e 1969.